# Guía de onda ranurada

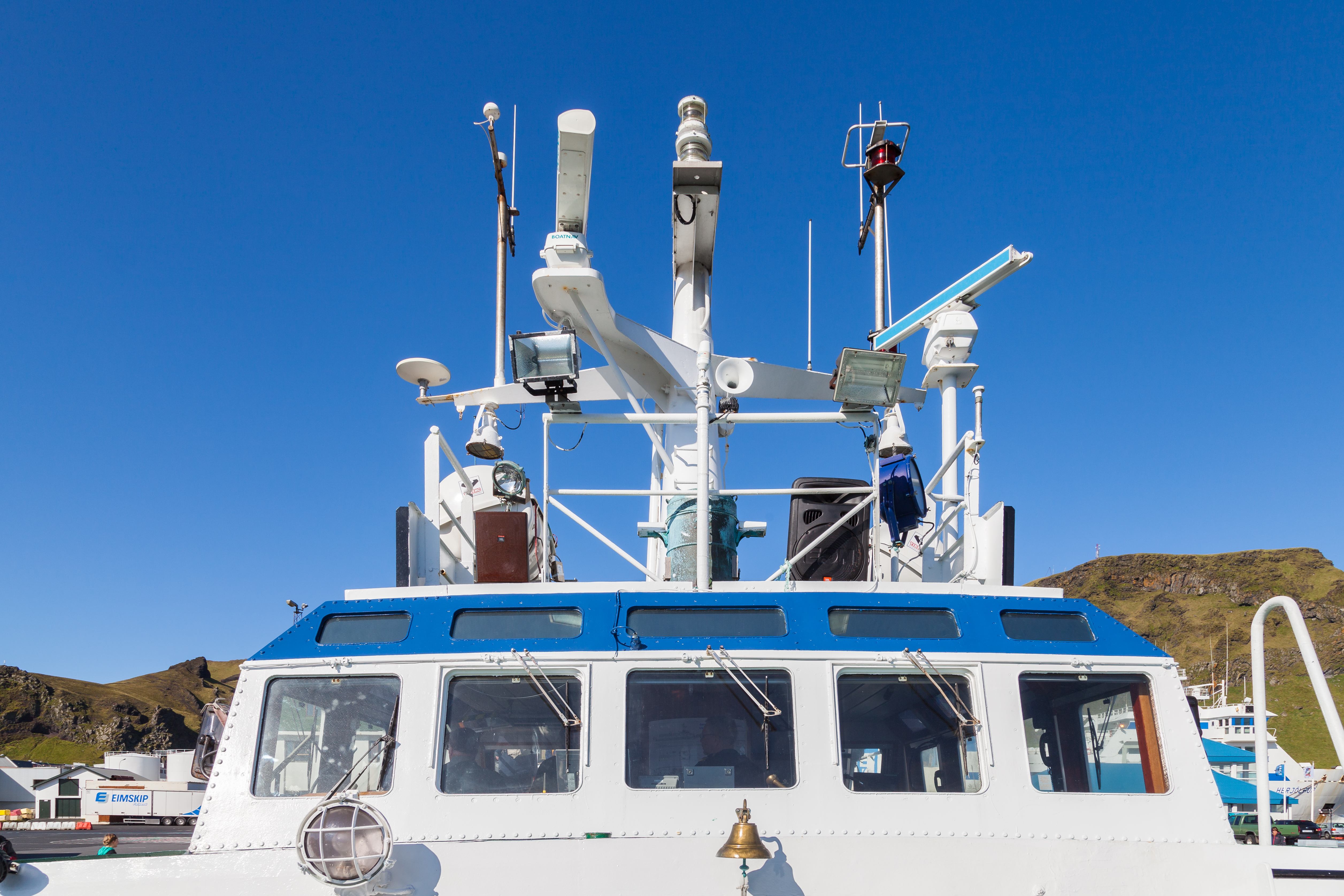
Guía de ondas ranurada en un barco.

Una guía de onda ranurada es una guía de onda que se emplea como antena para aplicaciones de radar en frecuencias de microondas. Antes de que se introdujese en radares superficiales de búsqueda, estos sistemas empleaban reflectores parabólicos.
A efectos comparativos: en una antena parabólica al final de la guía de onda hay un alimentador (generalmente una simple bocina). Este alimentador (en inglés feedhorn) dirige un haz cónico de energía hacia el reflector. Al reflejarse en él, dicho rayo se estrecha ("haz colimado"). A su vez, la energía del entorno sigue el camino opuesto y es enfocada por el reflector hacia el feedhorn. El reflector debe tener unas proporciones en función de la longitud de onda de la aplicación. 
Una guía de onda ranurada no tiene reflector alguno, sino que emite directamente a través de las ranuras. El espaciado entre estas es crítico y debe ser múltiplo de la longitud de onda que se está usando para transmitir/recibir. El efecto de esta geometría es la formación de una antena de alta ganancia, altamente direccional en el plano de la antena. Sin duda una guiaonda ranurada no es igual de efectiva que un reflector parabólico, y no tiene resolución en el plano vertical, pero es más resistente y menos cara de construir. El problema de la resolución vertical se puede resolver añadiendo una lente de microondas en la salida. Al igual que la guiaonda ranurada en sí, la lente es económica en comparación con un reflector parabólico.
Normalmente una guía de onda ranurada está recubierta de un material transparente a las microondas que hace que no se puedan ver las ranuras a simple vista. Sin embargo, es fácilmente distinguible por su forma plana o tubular. La guía ranurada de la derecha funciona a 2,4 GHz. Para una longitud de onda de 13 cm, un array de 16 ranuras puede medir dos metros de longitud y tener una ganancia de unos 12-14 dB.
Entre los entornos de aplicación de estos dispositivos figuran los radares de los aeropuertos y los sistemas que permiten que los trenes se detengan en el momento adecuado en las estaciones con mampara de seguridad.
- Datos: Q1639805
- Multimedia: Waveguide antennas / Q1639805